# ستمکس
ستمکس (انگلیسی: Satmex) شرکت مخابرات ماهواره‌ای مکزیکی است، که در سال ۱۹۹۷ تأسیس شد.